# Nicholas Alexander
Nicholas „Nick“ Alexander (* 24. August 1988 in Brattleboro, Vermont) ist ein ehemaliger US-amerikanischer Skispringer.

## Werdegang
Alexander, der in Lebanon, New Hampshire aufwuchs, begann 1999 im Alter von 10 Jahren mit dem Skispringen. Kurz darauf bekam er ein Stipendium an der National Sports Academy in Lake Placid. 2007 wurde er in das Team für den FIS-Cup aufgenommen. Am 1. Dezember 2007 gab er sein Debüt im Skisprung-Continental-Cup in Pragelato. In seiner ersten Saison blieb er jedoch ohne Punkterfolg. Bei den Junioren-Weltmeisterschaften 2008 in Zakopane erreichte er den 56. Platz im Einzel- und den 8. Platz mit der Mannschaft im Teamspringen. In der Continental-Cup-Saison 2008/09 konnte er in Pragelato mit dem achten Platz erstmals unter die besten zehn springen und erreichte am Ende mit 60 Punkten den 81. Platz in der Gesamtwertung. Bei den US-Meisterschaften 2008 in Park City gewann er im Einzelspringen die Bronzemedaille. Im März 2009 wurde er erstmals für ein Weltcup-Springen nominiert. Im Einzel scheiterte er jedoch mit dem 47. Platz bereits in der Qualifikation. Im Teamfliegen erreichte er gemeinsam mit der Mannschaft am Ende den zwölften Platz. Beim Sommer-Grand-Prix 2009 konnte er in Courchevel mit dem 15. Platz erneut auf sich aufmerksam machen. Am 28. November 2009 gelang ihm dann im finnischen Kuusamo erstmals die Qualifikation für das Hauptfeld eines Weltcupspringens, wo er als 44. jedoch den Sprung in die Punkteränge verpasste. Bei den Olympischen Winterspielen 2010 in Vancouver schied Alexander beim Springen von der Normalschanze als 41. und von der Großschanze als 40. jeweils nach dem ersten Durchgang aus. Mit der Mannschaft erreichte er im Teamspringen den elften Platz.
Am 26. Januar 2013 konnte Alexander als Dritter des Continental-Cup-Springens in Titisee-Neustadt seine bisher beste Platzierung in diesem Wettbewerb erringen.
Bei den Olympischen Winterspielen 2014 in Sotschi schied er in den Einzelwettbewerben als 35. auf der Normalschanze und als 48. auf der Großschanze jeweils nach dem ersten Durchgang aus. Mit der US-amerikanischen Mannschaft wurde er Zehnter.
Am 14. September 2014 gewann Alexander das FIS-Cup-Springen in Planica vor Anže Semenič und Stefan Huber und erzielte damit seinen einzigen internationalen Sieg bei einem FIS-Wettbewerb. Am 1. Februar 2015 holte er als 27. auf der Mühlenkopfschanze in Willingen seine einzigen vier Weltcuppunkte seiner Karriere. Er beendete damit die Saison 2014/15 als 78. im Gesamtweltcup. Im Februar 2015 nahm er in Falun zum ersten Mal an den Nordischen Skiweltmeisterschaften teil. Im Einzelwettbewerb auf der Normalschanze scheiterte er als 41. in der Qualifikation und im Mixed-Teamwettbewerb belegte er mit der US-amerikanischen Mannschaft den siebten Platz.
In der Saison 2015/16 sprang er sowohl im Continental Cup als auch im Weltcup. Seine beste Platzierung war dabei Platz vier im COC in Bischofshofen und Platz 36 im Weltcup in Engelberg.
Am 3. August 2016 gab Nick Alexander seinen Rücktritt bekannt. Er trat eine Arbeitsstelle am Dartmouth Hitchcock Medical Center in Lebanon, New Hampshire an.

## Statistik

### Weltcup-Platzierungen
| Saison  | Platz | Punkte |
| ------- | ----- | ------ |
| 2014/15 | 78.   | 04     |

### Vierschanzentournee-Platzierungen
| Saison  | Platz | Punkte |
| ------- | ----- | ------ |
| 2009/10 | 56.   | 161,9  |
| 2015/16 | 61.   | 112,2  |

### Grand-Prix-Platzierungen
| Saison | Platz | Punkte |
| ------ | ----- | ------ |
| 2009   | 45.   | 33     |
| 2013   | 43.   | 55     |
| 2014   | 80.   | 01     |

### Continental-Cup-Platzierungen
| Saison  | Sommer | Sommer | Winter | Winter | Gesamt | Gesamt |
| Saison  | Platz  | Punkte | Platz  | Punkte | Platz  | Punkte |
| ------- | ------ | ------ | ------ | ------ | ------ | ------ |
| 2008/09 | –      | –      | –      | –      | 081.   | 060    |
| 2009/10 | –      | –      | –      | –      | 072.   | 052    |
| 2010/11 | –      | –      | –      | –      | 110.   | 012    |
| 2011/12 | –      | –      | –      | –      | 099.   | 017    |
| 2012/13 | –      | –      | –      | –      | 079.   | 101    |
| 2013/14 | 086.   | 008    | 087.   | 027    | 106.   | 035    |
| 2014/15 | 106.   | 004    | 114.   | 009    | 146.   | 013    |
| 2015/16 | –      | –      | 055.   | 092    | 076.   | 092    |